# Hearables

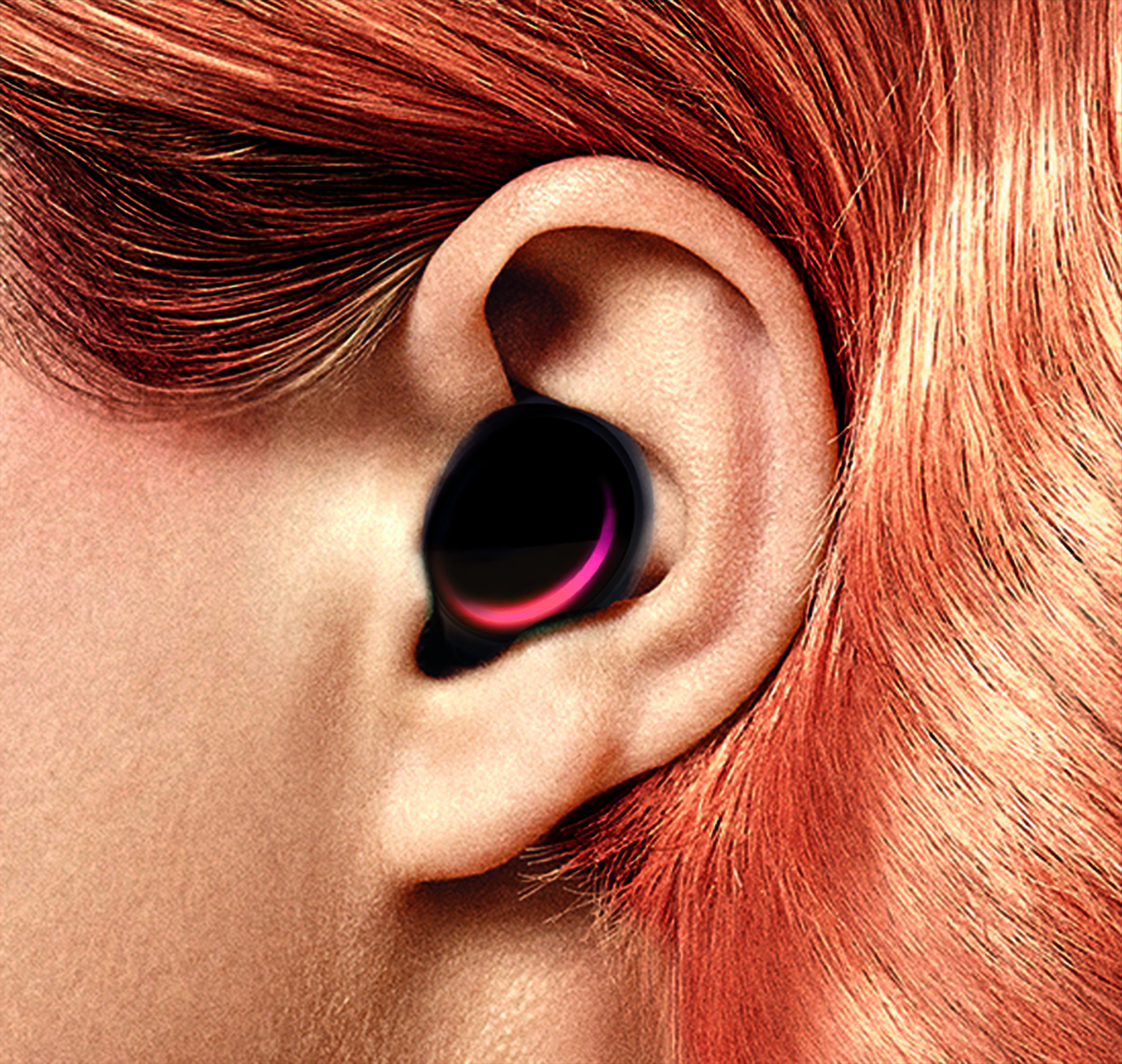
Exemple de hearable.

Les hearables sont une catégorie des appareils informatiques dits portables ou mettables (« Wearable computer ») qui recueillent dans le conduit auditif les données biométriques ou médicales et mesurent l’activité corporelle.
Le conduit auditif externe permet la captation de la température du corps, du taux d’oxygène dans le sang, du pouls et des accélérations de la tête dans les trois axes. Ces données permettent le calcul de l'activité physique. Le dispositif peut aussi capter la voix du porteur par conduction osseuse et l’environnement acoustique, et diffuser de musique, de voix ou de tout autre notification sonore.

## Histoire

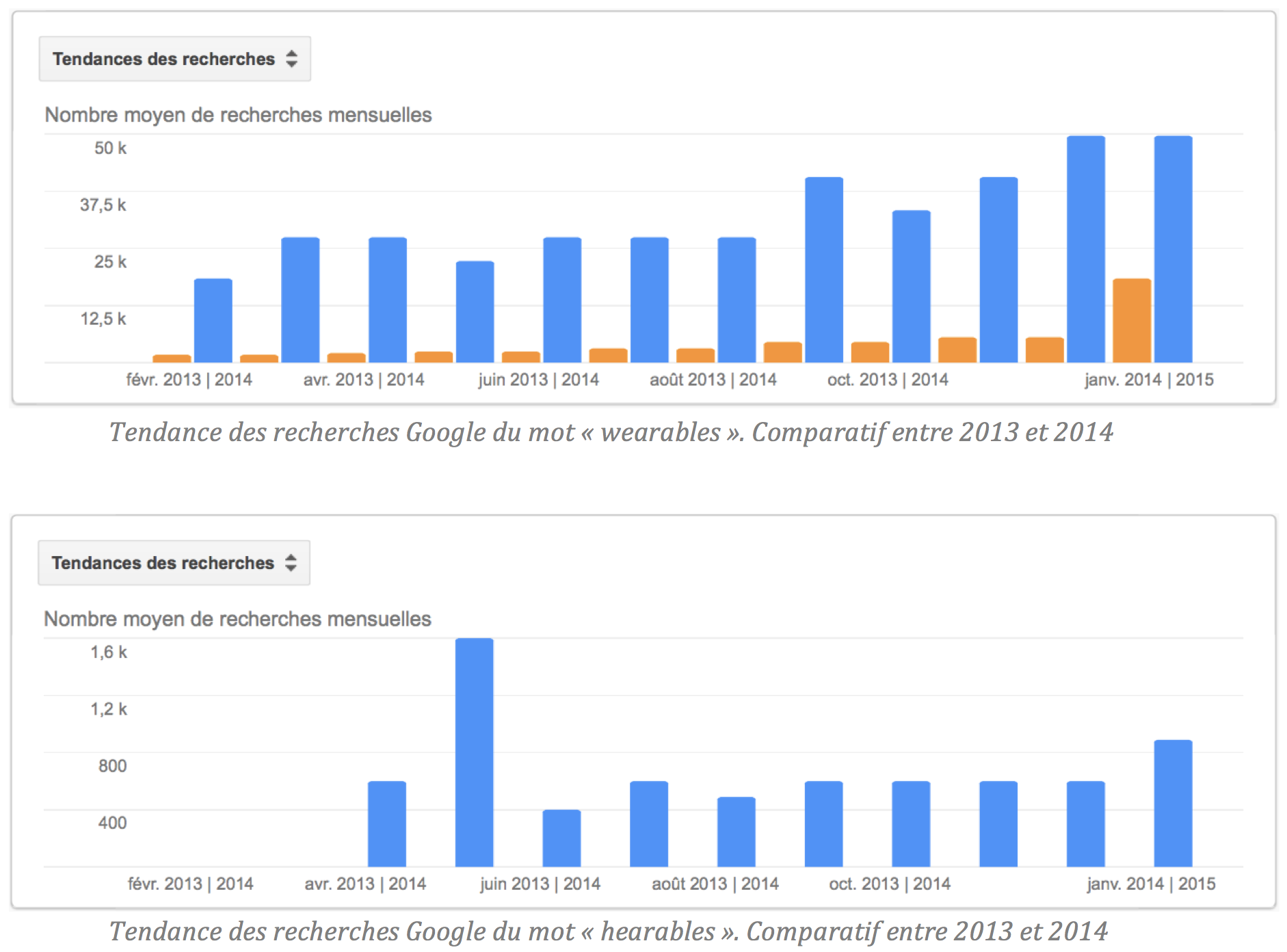
Tendance de recherche Google du mot « hearables » entre 2013 et 2014.

Le néologisme anglais hearables est lancé sur Internet en avril 2014 au moment du rachat de la société Beats Electronics par Apple. En janvier 2014, la startup allemande Bragi (en) lance une campagne de financement participatif sur le site Américain Kickstarter. En trois mois, 3,4 millions USD sont levés, dont la majorité en pré-achat de son futur produit : le Dash. 

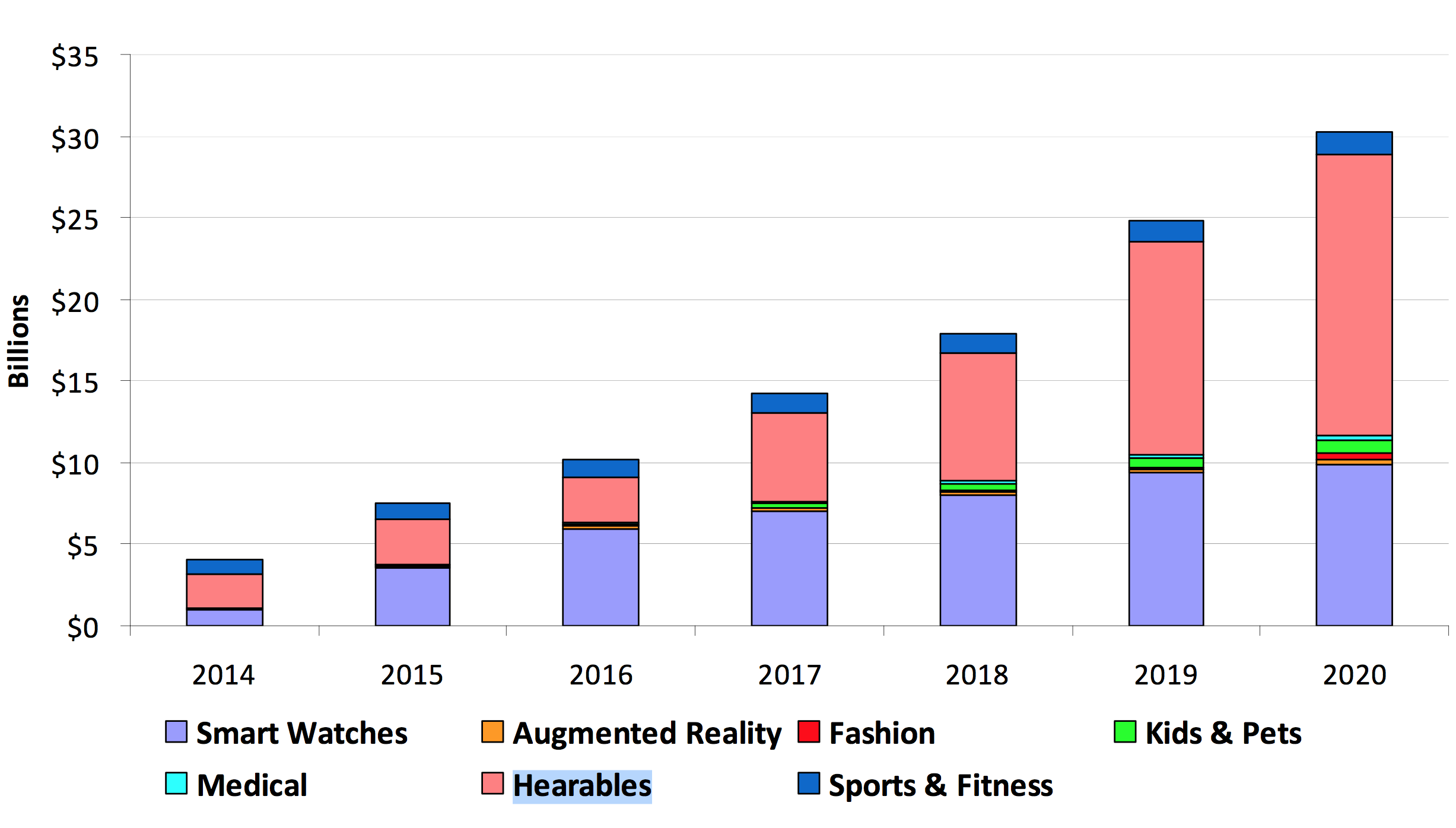
Revenu global des wearables et hearables.

En janvier 2015, le C.E.S (Consumer Electronic Show) décerne au Dash le Prix de l’Innovation 2015,. En parallèle, la société Ownphone développe également un concept d’oreillettes connectées imprimées en 3D à partir d’un scan d’oreille réalisé à l'aide d'un smartphone. Également dans le sillage, Elbee, Waverly Labs, Earin, et Motorola développent des oreillettes connectées avec plus ou moins de fonctionnalités et de succès. Publié en septembre 2014 par Nick Hunn, le rapport The Market for Smart Wearable Technology écrit prédit « un marché très prometteur » pour les hearables. 
Dans le domaine de l'audioprothèse, la récente coopération entre l’EHIMA (European Hearing Industry Manufacturer’s Association) et le Bluetooth Special Interest Group permet d’intégrer une nouvelle génération de Bluetooth à très faible consommation aux aides auditive. Cette technologie permet d’ajouter le streaming audio (musique, téléphone, notifications sonores) aux fonctionnalités classique d’un appareil auditif.